# Neukirchen-Vluyn
Die Stadt Neukirchen-Vluyn ([-flyːn]) liegt am unteren Niederrhein im Nordwesten des Bundeslandes Nordrhein-Westfalen in Deutschland. Die mittlere kreisangehörige Stadt mit einer Fläche von 43,48 km² liegt im Kreis Wesel im Regierungsbezirk Düsseldorf. Neukirchen-Vluyn grenzt direkt an Moers und Krefeld.
Die Abkürzung NV ist weit verbreitet und findet sich auch im Logo der Stadt.

## Geografie

### Räumliche Lage
Neukirchen-Vluyn liegt im Süden des Kreises Wesel, fünf Kilometer westlich von Moers. Die Stadt liegt in der niederrheinischen Tiefebene zwischen dem Rhein und dem Niederrheinischen Höhenzug, einer Reihe von Moränenhügeln, die sich nördlich von Hüls nach Norden erstrecken. Durch das westliche Stadtgebiet zieht sich die Nieper Altrheinrinne mit mehreren Naturschutzgebieten.

### Stadtgliederung
Die Stadt Neukirchen-Vluyn gliedert sich in die vier Stadtteile Neukirchen, Niep, Vluynbusch und Vluyn. Zu diesen gehören weitere Wohnplätze wie Dong, Dicksche Heide, Luit, Hochkamer und Rayen.

### Nachbargemeinden/-städte
|                                | Stadt Kamp-Lintfort                         |             |
| Gemeinde Rheurdt (Kreis Kleve) | Kompassrose, die auf Nachbargemeinden zeigt | Stadt Moers |
| Stadt Kempen (Kreis Viersen)   | Stadt Krefeld                               |             |

## Geschichte

### Mittelalter und frühe Neuzeit

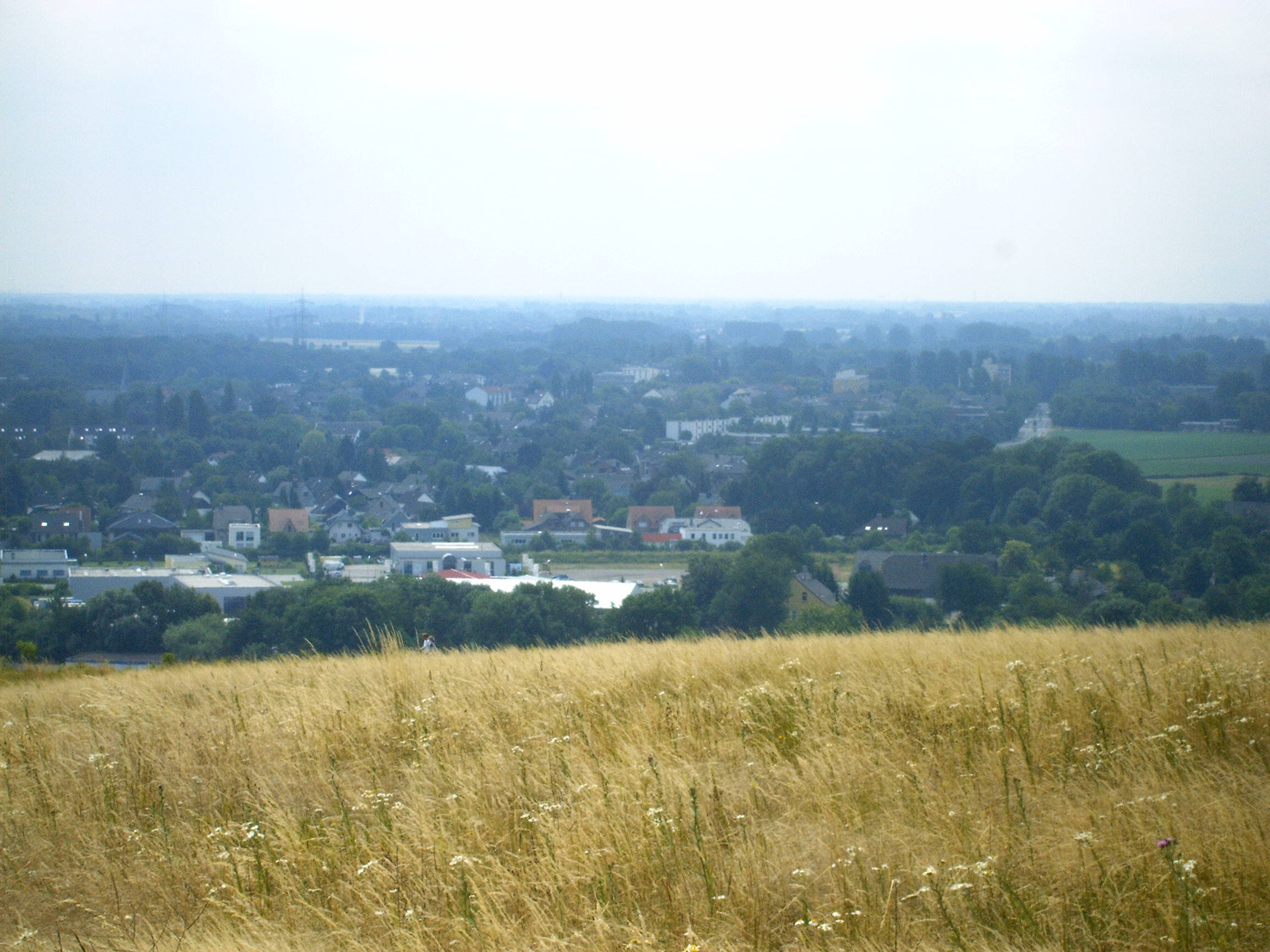
Neukirchen

Im 9. Jahrhundert wurde erstmals urkundlich ein Gebiet mit „Fliunnia“ erwähnt. Dies betraf aber nicht eine Siedlung, sondern ein Wald- und Feuchtgebiet, das zwischen Moers und Rheurdt-Schaephuysen lag. Ab 900 wurden diese westlich von Moers liegenden Landschaftsgebiete häufig mit „Fliunnia“ und „In den Flunen“ bezeichnet. In vielen Urkunden von Bauernhöfen aus dieser Zeit wurden im Bereich von Neukirchen diese Gemarkungsbezeichnungen verwendet. Die ältesten nachweisbaren Bauernhöfe sind „Endesveldes“, „Larfurt“, „Londunk“, „Perbach“ und „Wisvurth“, von denen Urkunden aus dem Jahr 1150 vorliegen. Diese Jahreszahl ist aber nicht identisch mit dem Entstehungsjahr der Höfe, die wesentlich älter sein können, aber vor diesem Datum nicht schriftlich nachweisbar sind.
„Neukirchen“ hingegen wird erstmals 1230 als „Nyenkirken in den Flünen“ angeführt. In einer Urkunde der Abtei Kamp wird Arnoldus de Nyenkirken als Zeuge für einen Landhandel benannt, und Neukirchen wird darin als Kirchspiel bezeichnet, dessen Kirche im Hinblick auf die ältere Dorfkirche in Repelen, heute ein Stadtteil von Moers, eine „Neue Kirche – nova ecclesia“ war.
Das Siedlungsgebiet Vluyn wurde am 29. April 1297 erstmals erwähnt. In einer Urkunde verpflichtete sich der Werdener Vogt, „die Vogtei Friemersheim, Borch und in der Vlune“ nicht an die Herren von Moers zu verkaufen. Zu diesem Zeitpunkt gehörte die Vogtei Friemersheim zum Einflussbereich der „Herren von Friemersheim“. 1324 genehmigten „Abt Wilhelm und der Convent von Werden“ Johann von Kleve, die Vogtei Vluyn zu kaufen. Zusätzlich wurde Johann ein Zuschuss von 15 Mark für den Kaufpreis gewährt. 1366 verpfändete „Bodo von Friemersheim“ für 11.800 goldene Schillinge seine Rechte an die Herren von Moers. Durch die Übertragung der Lehensrechte vom Abt der „Abtei Werden“ an die Grafen von Moers 1385 für die Herrschaft Friemersheim und den nachfolgenden Kauf 1392 gelangten sowohl die Gebiete von Friemersheim wie auch weitere Teilgebiete von Neukirchen-Vluyn zum Herrschaftsbereich der Grafschaft Moers. Im Gebiet von Neukirchen-Vluyn hatten die Grafen von Moers bereits seit Anfang des 14. Jahrhunderts erfolgreich versucht, durch den Erwerb diverser Höfe und Güter ihre Herrschaft zu erweitern.
In einer Urkunde vom 21. Oktober 1399 wurden ihnen vom Kölner Vogt „Gumbrecht von Alpen“ und seinen Brüdern „Gerhard“ und „Rutger“ mit der Zustimmung des Erzbischofs Friedrich von Köln auch die Patronatsrechte für die Kirche in Neukirchen übertragen. Die Zugehörigkeit dieses Gebietes zur Grafschaft Moers wurde dadurch gefestigt, da der Patronatsherr den gesamten örtlichen Kirchensprengel und auch das zuständige Gerichtswesen kontrollierte. Ab 1399 waren die Grafen von Moers für das Gebiet Neukirchen-Vluyn somit die Landesherren.
Die weitere Geschichte entspricht von nun an weitgehend der der Grafschaft Moers.
Das Hauptgericht für die Grafschaft war in Moers. Am 5. April 1567 wurde von Graf Hermann von Neuenahr eine neue Gerichtsordnung eingeführt. Neben dem Hauptgericht gab es einige nachgeordnete Gerichte in der Grafschaft, die über Vergehen bis maximal 200 Gulden Strafe entscheiden konnten. Neukirchen war Standort eines dieser nachgeordneten Gerichte und war auch für die Siedlung „Moersische straß zu Huls (Hüls)“ zuständig. Wie Gerichtsurkunden von 1447 und 1482 zeigen, bestand das Gericht in Neukirchen bereits zum Zeitpunkt der neuen Gerichtsordnung und war wesentlich älter. Neben dem weltlichen Gericht gab es auch ein geistliches Gericht, die sogenannte „Send“, die dem Ortspfarrer unterstand. Dieses Gericht war im Wesentlichen für sittliche Verfehlungen, Vergehen bei zwischenmenschlichen Beziehungen und für Religionsfrevel zuständig. Während das weltliche Gericht normal alle 14 Tage stattfand, wurde die Send nur einmal pro Jahr abgehalten.
Bereits unter Graf Wilhelm II. von Neuenahr und Moers vor der Mitte des 16. Jahrhunderts kamen evangelische Prediger in die Grafschaft und verbreiteten die evangelische Lehre. Unter Graf Hermann von Neuenahr wurde 1560 die Grafschaft Moers, und damit auch Neukirchen und Vluyn, zu einem evangelischen Land erklärt und eine neue Kirchenordnung erlassen. Es folgten nun für fast 100 Jahre Kriegswirren im gesamten Gebiet von Nordwesteuropa, die vordergründig von der Religionsfrage bedingt waren, aber die machtpolitischen Verhältnisse in diesem Bereich auch veränderten. Bis zur Übernahme der Grafschaft Moers durch die Oranier war auch die gesamte Grafschaft von den Kriegsgräueln und dem zeitweiligen Ausbruch der Pest stark betroffen.
Von 1600 bis 1702 standen die Grafschaft und somit auch die beiden Orte unter oranischer Herrschaft. Gräfin Walpurgis, die Witwe Graf Adolfs, übertrug 1594 die Grafschaft dem Prinzen Moritz von Oranien-Nassau als ihrem Erben, da sie keine direkten Nachkommen hatte. Prinz Moritz war der militärische Führer der Niederlande, die sich gegen die Herrschaft des katholischen Spaniens erhoben hatten. Dadurch geriet die Grafschaft während der Oranierzeit auch noch in diese kriegerischen Auseinandersetzungen zwischen den Spaniern und den Niederländern. Da die Oranier jedoch erreichten, dass die Grafschaft ab 1607 und damit auch im Dreißigjährigen Krieg zu einem „neutralen Gebiet“ erklärt wurde, traten kriegerische Aktionen im Bereich der Grafschaft nur noch dann begrenzt auf, wenn vereinzelte Truppenteile der kriegsführenden Mächte unter Bruch der Neutralität das Gebiet durchquerten. Trotzdem musste zum Beispiel der Neukirchner Pfarrer Johannes Carpius von 1642 bis 1645 nach Moers flüchten und konnte in dieser Periode nur zeitweise seinen Dienst als Pfarrer in Neukirchen erfüllen.

### Zwischen Preußen und Frankreich
Nach dem Tod des letzten oranischen Landesherrn Wilhelm III. kam die Grafschaft 1702 in preußischen Besitz. In dieser Zeit wurde die Grafschaft zum Fürstentum erhoben. Nach den guten Jahren unter den Oraniern kam die preußische Herrschaft der Bevölkerung gegenüber jedoch fast einer Besatzung gleich. Plünderungen in den ersten Besatzungsjahren waren an der Tagesordnung. Selbst die Religionsausübung und die Befugnisse der Gemeindeverwaltungen wurden stark eingeschränkt. Auch das lokale Landgericht in Neukirchen fiel der Zentralisierung der gesamten Verwaltung im Fürstentum durch die Preußen zum Opfer und wurde aufgehoben. 1787 hatte die Landgemeinde Neukirchen mit der Bauerschaft Dong zusammen 150 Häuser, und es lebten in der Gemeinde 1045 Personen in 174 Familien. Die Daten für Landgemeinde Vluyn mit Dicksche Heide, Süsselheide und Niep lauteten 168 Häuser, 736 Personen in 172 Familien.
Mit der Besetzung des linken Niederrheinufers durch die französischen Revolutionsarmeen im Jahr 1794 nahm die erste preußische Herrschaft ihr Ende. In den besetzten Gebieten kamen die gesellschaftspolitischen Errungenschaften der Französischen Revolution zur Geltung. Allerdings verging den Bewohnern von Neukirchen und Vluyn die Freude über die „Befreiung“ schnell, da drückende Geldforderungen – 1794: 557.936 Livres – und Sachleistungen – 1795: 55 Stück Vieh, 550 Paar Schuhe und täglich 8000 Brote – erhoben und eingezogen wurden. Da die Preußen 1795 das gesamte Gebiet am linken Niederrhein an Frankreich abtraten, wurden Neukirchen und Vluyn mit der Bildung des „Departement de la Roer“ 1801 rechtlich französische Gemeinden im Canton Moers.
Mit dem Einmarsch der ersten Kosaken und der nachfolgenden preußischen Truppen Mitte Januar 1814 endete die Franzosenzeit am linken Niederrhein. Die Siegesnachricht vom 5. April 1814 aus Paris wurde sowohl in Neukirchen wie auch in Vluyn mit Glockengeläut begrüßt und am 11. April mit feierlichen Dankgottesdiensten in beiden Gemeinden begangen.
Es folgte im Jahr 1815 die Eingliederung von Neukirchen und Vluyn in die preußische Rheinprovinz. Ein Jahr später wurden die Gemeinden zunächst dem Kreis Rheinberg im Regierungsbezirk Kleve und schließlich ab 1823 dem Kreis Geldern im Regierungsbezirk Düsseldorf zugeordnet. In einer Aufstellung von 1836 wurden die Bürgermeistereien Neukirchen und Vluyn von der Bürgermeisterei Repelen mit verwaltet. Zu dieser Zeit umfasste Neukirchen das Pfarrdorf Neukirchen mit den Weilern Laßfonderfeld, Neukirchenfeld, Dong, Boschheide und Mühlenfeld. Unter Vluyn war erfasst das Kirchdorf Vluyn mit den Weilern Dickscheheide, Süsselheide, Niep und Rittergut Bloemersheim.
Neukirchen und Vluyn wurden ab 1857 dem Landkreis Moers zugeordnet. Beide Ortschaften waren unverändert eigenständige Gemeinden. In einer Auflistung von 1901 hatte die Gemeinde Neukirchen 1825 Einwohner und bestand neben dem Kirchdorf Neunkirchen weiterhin aus den fünf Bauerschaften Boschheide, Dong, Lassfonderfeld, Mühlenfeld und Neukirchenfeld. Zum gleichen Zeitpunkt hatte Vluyn 1824 Einwohner und umfasste neben dem Kirchdorf Vluyn ebenfalls unverändert die drei Bauerschaften Dickscheheide, Niep, Süsselheide sowie das Rittergut Bloemersheim.

### Industrielle Revolution: Kohlebergbau
Bereits 1854 wurden durch Bohrungen von Franz Haniel abbaufähige Kohleflöze am linken Niederrhein nachgewiesen. Zunächst war deren Nutzung durch die geologischen Verhältnisse stark behindert. Erst mit der Einführung des Gefrierverfahrens für den Schachtbau konnten die Probleme behoben werden. Es folgten deshalb in den 1870er Jahren die Gründung diverser Bergwerksunternehmungen. Die hierzu gehörenden drei Einzelgewerkschaften mit ihren Grubenfeldern Großherzog von Baden, Ernst Moritz Arndt und Süddeutschland einigten sich am 16. September 1911, über eine gemeinsame Tochter, die Niederrheinische Bergwerks-Aktiengesellschaft in Neukirchen, ihre Grubenfelder zusammen auszubeuten. Das Abteufen von Schacht I des später Zeche Niederberg (= Kurzform des Gesellschaftsnamens Niederrheinische Bergwerks-AG) genannten Bergwerks begann am 1. Oktober 1913 und wurde bis zum 1. Oktober 1917 in 490 m Tiefe beendet. Die Daten für Schacht II lauten: Beginn 10. Juni 1914 und Ende 22. Oktober 1917 bei 433 m. Mit dem ersten geringen Abbau wurde am 1. Oktober 1917 begonnen. Die Nettoförderung betrug 1918 36.521 t und stieg bis 1927 auf 274.165 t. Mit dem Einzug des Steinkohlenbergbaus veränderten sich der Charakter der örtlichen Wirtschaft, die Bevölkerungszahl, die Beschäftigungs- und Siedlungsstruktur.
Die Reduzierung der Kohleförderung in Deutschland führte schließlich im Jahr 2001 zur Schließung der Zeche Niederberg und zum Abriss des Großteils der oberirdischen Zechengebäude. Die Kohleförderung unter dem Stadtgebiet wurde durch das Bergwerk West vom benachbarten Kamp-Lintfort noch bis zum 21. Dezember 2012 weiter betrieben.

### Zeitgeschichte
Von großer Bedeutung für die Entwicklung der Stadt war die Zusammenlegung der Gemeinden Neukirchen und Vluyn, zwischen deren Ortskernen in Dickscheheide das Betriebsgelände des Bergwerks lag. Der Antrag auf Zusammenschluss wurde im April 1928 von den beiden Gemeindevertretungen gestellt und im selben Monat durch Beschluss des preußischen Staatsministeriums in Kraft gesetzt.
Seit dem 1. Januar 1975 gehört Neukirchen-Vluyn infolge der kommunalen Neugliederung zum Kreis Wesel, in dem der frühere Kreis Moers aufging. 1981 überschritt Neukirchen-Vluyn die 25.000-Einwohner-Marke und erhielt die Stadtrechte.
Nach der Stilllegung des Bergwerks Niederberg am 31. Dezember 2001 lag die 100 Hektar große Industriefläche zwischen Neukirchen und Vluyn fast zehn Jahre brach. Am 21. Juli 2011 erfolgte schließlich der Spatenstich zur Erschließung und Entwicklung des Geländes.
Den größten Teil der Fläche nimmt ein neues Wohngebiet im nördlichen Abschnitt ein. Das ehemalige Zentrum des Bergwerks soll auch die Mitte des neuen Projektes werden. Hier sollen sich Einkaufsmöglichkeiten, Freizeit- und Kultureinrichtungen und Gastronomie ansiedeln. Des Weiteren sollen die Industriedenkmäler, wie die alten Fördertürme, in die Gesamtanlage eingebunden werden. Der südliche Abschnitt soll nach den Planungen für den Gewerbesektor entwickelt werden. Eine wichtige Säule für die Entwicklung der Fläche soll die Bepflanzung werden.

## Politik

### Ergebnisse der Kommunalwahlen 2020 in Neukirchen-Vluyn
Die Sitze im Stadtrat verteilen sich nach dem Ergebnis der Kommunalwahl 2020 folgendermaßen auf die einzelnen Parteien:
| Partei                    | Stimmen | % (2020) | % (2014) | +/−     | Sitze (2020) | Sitze (2014) | +/− |
| ------------------------- | ------- | -------- | -------- | ------- | ------------ | ------------ | --- |
| CDU                       | 4.486   | 36,4 %   | 36,1 %   | +0,3 %  | 14           | 14           | ±0  |
| SPD                       | 3.947   | 32,0 %   | 39,9 %   | −7,9 %  | 12           | 15           | −3  |
| Bündnis 90/Die Grünen     | 2.559   | 20,8 %   | 10,3 %   | +10,5 % | 08           | 04           | +4  |
| FDP                       | 0.684   | 05,6 %   | 03,6 %   | +2,0 %  | 02           | 01           | +1  |
| NV AUF geht’s             | 0.651   | 05,3 %   | 07,5 %   | −2,2 %  | 02           | 03           | −1  |
| Piraten                   | 0.000   | 00,0 %   | 02,6 %   | −2,6 %  | 0            | 01           | −1  |
| Gültige Stimmen           | 12.327  |          |          |         |              |              |     |
| Ungültige Stimmen         | 00.193  |          |          |         |              |              |     |
| Stimmen Insgesamt         | 12.520  |          |          |         | 38           | 38           | ± 0 |
| Wahlberechtigte Insgesamt | 22.903  | 54,7 %   | 51,5 %   | + 3,2 % |              |              |     |

| Wahlbeteiligung: 54,7 % 403020100 36,4 %32,0 %20,8 %5,6 %5,3 %n. k. % CDUSPDGrüneFDPNV AUF geht’sePiratenGewinne und Verlusteim Vergleich zu 2014 %p 12 10 8 6 4 2 0 −2 −4 −6 −8+0,3 %p−7,9 %p+10,5 %p+2,0 %p−2,2 %p−2,6 %pCDUSPDGrüneFDPNV AUF geht’sPiratenAnmerkungen:e Neukirchen-Vluyn AUF geht’s | Sitzverteilung Ratswahl 13.09.2020 Neukirchen-VluynInsgesamt 38 Sitze - SPD: 12 - Grüne: 8 - CDU: 14 - FDP: 2 - Sonst.: 2 Sonstige: (2 Sitze) > „NV AUF geht’s“ = 2 Sitze |

| Partei | Kandidat                  | Stimmen | % (2020) |
| --- | ------------------------- | ------- | -------- |
| CDU | Harald Lenßen             | 05.972  | 48,3 %   |
| SPD | Ralf Köpke                | 04.493  | 36,3 %   |
| Bündnis 90/Die Grünen | Christian Pelikan         | 01.900  | 15,4 %   |
| Gültige Stimmen | Gültige Stimmen           | 12.365  |          |
| Ungültige Stimmen | Ungültige Stimmen         | 00.198  |          |
| Stimmen Insgesamt | Stimmen Insgesamt         | 12.563  |          |
| Wahlberechtigte Insgesamt | Wahlberechtigte Insgesamt | 22.903  | 54,9 %   |
| Bürgermeisterwahl 13.09.2020 Neukirchen-VluynWahlbeteiligung von 54,9 % 50403020100 48,3 %36,3 %15,4 % CDUaSPDbGrünecAnmerkungen:a Harald Lenßenb Ralf Köpkec Christian Pelikan |                           |         |          |

| Partei | Kandidat                  | Stimmen | % (2020) |
| --- | ------------------------- | ------- | -------- |
| SPD | Ralf Köpke                | 05.162  | 51,5 %   |
| CDU | Harald Lenßen             | 04.861  | 48,5 %   |
| Gültige Stimmen | Gültige Stimmen           | 10.023  |          |
| Ungültige Stimmen | Ungültige Stimmen         | 00.064  |          |
| Stimmen Insgesamt | Stimmen Insgesamt         | 10.087  |          |
| Wahlberechtigte Insgesamt | Wahlberechtigte Insgesamt | 22.878  | 44,1 %   |
| Bürgermeisterstichwahl 27.09.2020 Neukirchen-VluynWahlbeteiligung von 44,1 % 6050403020100 51,5 %48,5 % SPDaCDUbAnmerkungen:a Ralf Köpkeb Harald Lenßen |                           |         |          |

### Stadtrat
Die 38 Sitze im Stadtrat verteilen sich nach dem Ergebnis der Kommunalwahl 2020 folgendermaßen auf die einzelnen Parteien:
- CDU-Fraktion: 14 Mitglieder
- SPD-Fraktion: 12 Mitglieder
- Fraktion BÜNDNIS 90/DIE GRÜNEN: 8 Mitglieder
- FDP-Fraktion: 2 Mitglieder
- Fraktion NV AUF geht’s: 2 Mitglieder

Im Jahr 2021 gab es 6 Austritte von Ratsmitgliedern, wodurch 2022 eine Veränderung des Stadtrates ergab, dadurch verteilen sich die Sitze wie folgt:
- CDU-Fraktion: 13 Mitglieder
- SPD-Fraktion: 13 Mitglieder
- Fraktion BÜNDNIS 90/DIE GRÜNEN: 7 Mitglieder
- Fraktion ÖDP/Bürger für Neukirchen-Vluyn: 2 Mitglieder
- 3 fraktionslose Mitglieder

Durch Austritte bei der FDP und „NV AUF gehtʼs“ wurden diese Fraktionen aufgelöst. Ein Ratsmitglied wechselte von den Grünen in die ÖDP und gründete zusammen mit einem weiteren Ratsmitglied im Juli 2022 eine neue Fraktion. Ein fraktionsloses Mitglied trat im August 2022 der SPD bei.

### Bürgermeister
Bürgermeister seit 1836:
- 1836–1875 Gustav Haarbeck
- 1875–1923 Hermann Haarbeck
- 1923–1928 Dr. Baehr
- 1928–1945 Erich Neumann (NSDAP)
- 1945–1946 Wilhelm Schneider (durch Militärregierung eingesetzt)
- 1946–1950 Tillmann Bongardt (CDU)
- 1950–1952 Oskar Kühnel (SPD)
- 1952–1956 Johann Kaiser (Partei für Wiederaufbau, später CDU)
- 1956–1963 Oskar Kühnel (SPD)
- 1963–1975 Gerhard Haastert (CDU)
- 1975–1989 Oskar Böhm (SPD)
- 1989–1994 Kornelia Kuhn (CDU)
- 1994–1999 Peter Wermke (SPD) (letzter ehrenamtlicher Bürgermeister)
- 1999–2009 Bernd Böing (parteilos) (erster hauptamtlicher Bürgermeister)
- 2009–2020 Harald Lenßen (CDU)
- seit 2020 Ralf Köpke (parteilos)

### Wappen, Siegel, Banner und Logo
Der ehemaligen Gemeinde (jetzt Stadt) wurde mit Urkunde des Innenministers von Nordrhein-Westfalen vom 23. November 1961 das Recht zur Führung eines Wappens und eines Siegels verliehen; ferner wurde der Gemeinde mit Urkunde des Innenministers vom 9. Mai 1962 das Recht zur Führung eines Banners verliehen. Die Stadt führt zudem ein Logo.

Wappen
Wappen der ehem. Gemeinde Vluyn
Siegel
Banner
Logo

Blasonierung: „In Schwarz drei goldene (gelbe) schräglinke Wellenbalken.“
Das Wappen lehnt sich an ein Schultheißsiegel aus dem Jahre 1540 an; die Wellen stehen für drei alte Rheinarme. Die Farben sind die der Grafschaft Moers, zu der die Stadt früher gehörte.
Beschreibung des Siegels: „Das Dienstsiegel enthält das Emblem des Wappens. Es wird in 2 Größen geführt und entspricht den nachfolgenden Abdrucken. Umschrift umlaufend: ‚STADT NEUKIRCHEN-VLUYN KREIS WESEL‘ – Siegelbild: An einem Haken hängend eine Reitertartsche. In Schwarz drei weiße schräglinke Wellenbalken.“
Beschreibung des Banners: „Das Banner besteht aus drei gleich langen und gleich breiten Bahnen in den Farben schwarz-gelb-schwarz und zeigt im weißen Bannerhaupt das Wappen der Stadt.“

### Städtepartnerschaften
Neukirchen-Vluyn hat seit 1991 Städtepartnerschaften mit Ustroń (Polen) und Mouvaux (Frankreich). Seit 2012 bestand zunächst eine Städtefreundschaft mit der englischen Stadt Buckingham, welche 2020 durch Unterzeichnung der Bürgermeister und Städtepartnerschaftsvorsitzenden ebenfalls in eine vollwertige Städtepartnerschaft umgewandelt wurde.

## Bevölkerung
Die Stadt Neukirchen-Vluyn hat eine Bevölkerungszahl von rund 28.000 Einwohnern und wächst seit 2017 durchgängig (Stand: 2023). Die Bevölkerung ist überwiegend deutschsprachig; es leben jedoch auch Menschen anderer Nationalitäten in der Stadt. Die Altersstruktur ist ausgeglichen, mit einem Anteil von rund 20 % der Bevölkerung unter 18 Jahren und einem Anteil von rund 25 % der Bevölkerung über 65 Jahren.

### Bevölkerungsstruktur
(Stand: 31. Dezember 2017)

### Bevölkerungsentwicklung
Amtliche Einwohnerzahlen am 31. Dezember
| Jahr | Einwohner |
| ---- | --------- |
| 1998 | 28.300    |
| 1999 | 28.408    |
| 2000 | 28.525    |
| 2001 | 28.566    |
| 2002 | 28.829    |
| 2003 | 28.809    |

| Jahr | Einwohner |
| ---- | --------- |
| 2004 | 28.835    |
| 2005 | 28.650    |
| 2006 | 28.491    |
| 2009 | 27.627    |
| 2010 | 27.579    |
| 2022 | 27.956    |

### Religion
Laut den Ergebnissen des Zensus von 2022 waren 26,6 % der Einwohner der römisch-katholischen Glaubensrichtung zugehörig, während 32,3 % dem evangelischen Glauben angehörten. 41,1 % wurden als konfessionsfrei erfasst oder gehörten anderen Glaubensgemeinschaften an.

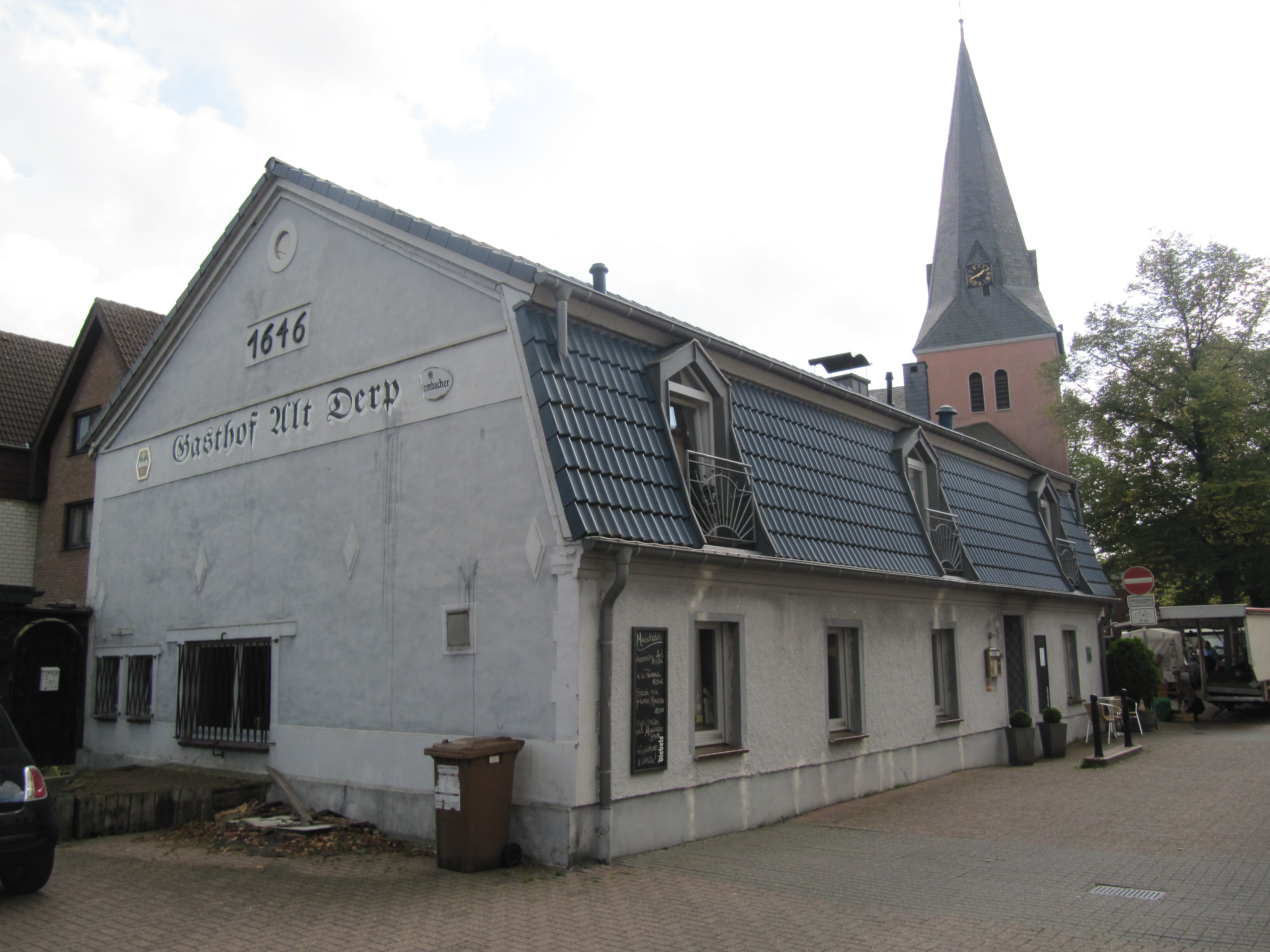
Evangelische Dorfkirche, im Vordergrund Gasthaus Alt Derp

Religionsgeschichtlich gehörte das Gebiet um Moers ursprünglich zum Erzbistum Köln und unterstand dem Archidiakonat Xanten. Kirchen und Kapellen südlich von Moers hatten ihre Ursprünge in Stiftungen der Abtei Werden. Die älteste Kirche in Neukirchen wurde vermutlich vor dem 12. Jahrhundert erbaut und war dem hl. Quirinus gewidmet. Sie spielte eine wichtige Rolle als Mutterkirche für benachbarte Kapellen. Im 16. Jahrhundert führte Graf Hermann von Neuenahr-Moers die Reformation ein, und ab 1581 setzte sich die reformierte Lehre durch. Im Jahr 1614 wurde die Vluyner Kapelle aus dem Kirchspiel von Neukirchen ausgegliedert und zu einer eigenständigen Gemeinde. Die Bevölkerung wurde überwiegend reformiert. Nach dem Übergang an Preußen gehörten die Gemeindeglieder zum Kirchenkreis Moers in der Evangelischen Kirche in Preußen (heute Evangelische Kirche im Rheinland). Andreas Bräm gründete 1845 den Neukirchener Erziehungsverein zur Betreuung von Kindern in Not. Im 19. Jahrhundert entstanden weitere Kirchenbauten, wie die Johanniskirche in Rayen (inzwischen profaniert) und Ende des 20. Jahrhunderts die römisch-katholische Antonius-Kirche, die zum Dekanat Moers im Bistum Münster gehört.

### Mundart
In der Stadt Neukirchen-Vluyn wird in den verschiedenen Ortsteilen „Platt“ in jeweiliger lokaler Ausprägung gesprochen. Bis nach dem Zweiten Weltkrieg war „Platt“ die Umgangssprache einer breiten Bevölkerungsschicht – heute sprechen und verstehen nur noch wenige Menschen die alten Mundarten.
Hier wird das Südniederfränkische (das z. B. in Uerdingen und Krefeld gesprochen wird) gesprochen. 
Die Bergmannssprache hat ebenfalls ihre Spuren in der örtlichen Umgangssprache hinterlassen. So kennen viele den Spruch „da hasse abber Futtsack dran“ – (da ist irgendetwas „schief gelaufen“) – eine Redensart aus der Zeit, als noch Grubenpferde unter Tage arbeiteten und bei „schwierigen Verhältnissen“ mit dem Futtersack ruhig gestellt wurden.
Obwohl die Mundart auf dem Rückzug ist, so wird Platt zu Karneval und in Vereinen gepflegt. Auch gibt es eine reichhaltige örtliche Mundart-Literatur. Die beiden Neukirchen-Vluyner Heimatvereine pflegen die Mundart und veranstalten immer wieder Mundartabende und Vorlesungen. Über die Grenzen der Stadt hinaus bekannt sind die „Klompenweiber“.

## Kultur und Sehenswürdigkeiten

### Veranstaltungsorte

#### Kulturhalle
Die Kulturhalle im Ortsteil Vluyn stellt seit über drei Jahrzehnten eine bedeutende Institution für Kunst und Kultur dar. Als integraler Bestandteil des städtischen Kulturprogramms dient sie nicht nur als Aufführungsort, sondern auch als vielfältige Plattform für kulturelle Ereignisse, Ausstellungen und Tagungen. Die Kulturhalle vermag es, eine atmosphärische Kulisse für eine breite Palette künstlerischer Darbietungen zu schaffen, darunter Konzerte, Comedy, Kabarett und Lesungen. Die Kulturhalle und das angeschlossene KulturCafé verknüpfen auf gelungene Weise kulinarische Genüsse mit kreativem Ambiente und tragen somit maßgeblich zur lebendigen kulturellen Landschaft dieser Region bei. Durch ihre kulturelle Relevanz ist die Kulturhalle zu einem zentralen Treffpunkt geworden, der von örtlichen Vereinen und Kulturträgern mit Stolz als „gute Stube“ der Gemeinschaft bezeichnet wird. Ihre Präsenz geht jedoch über lokale Grenzen hinaus und strahlt als Anlaufstelle für künstlerische Inspiration und kulturellen Austausch weit über das Zentrum von Vluyn aus in die gesamte Region.

#### Halde Norddeutschland

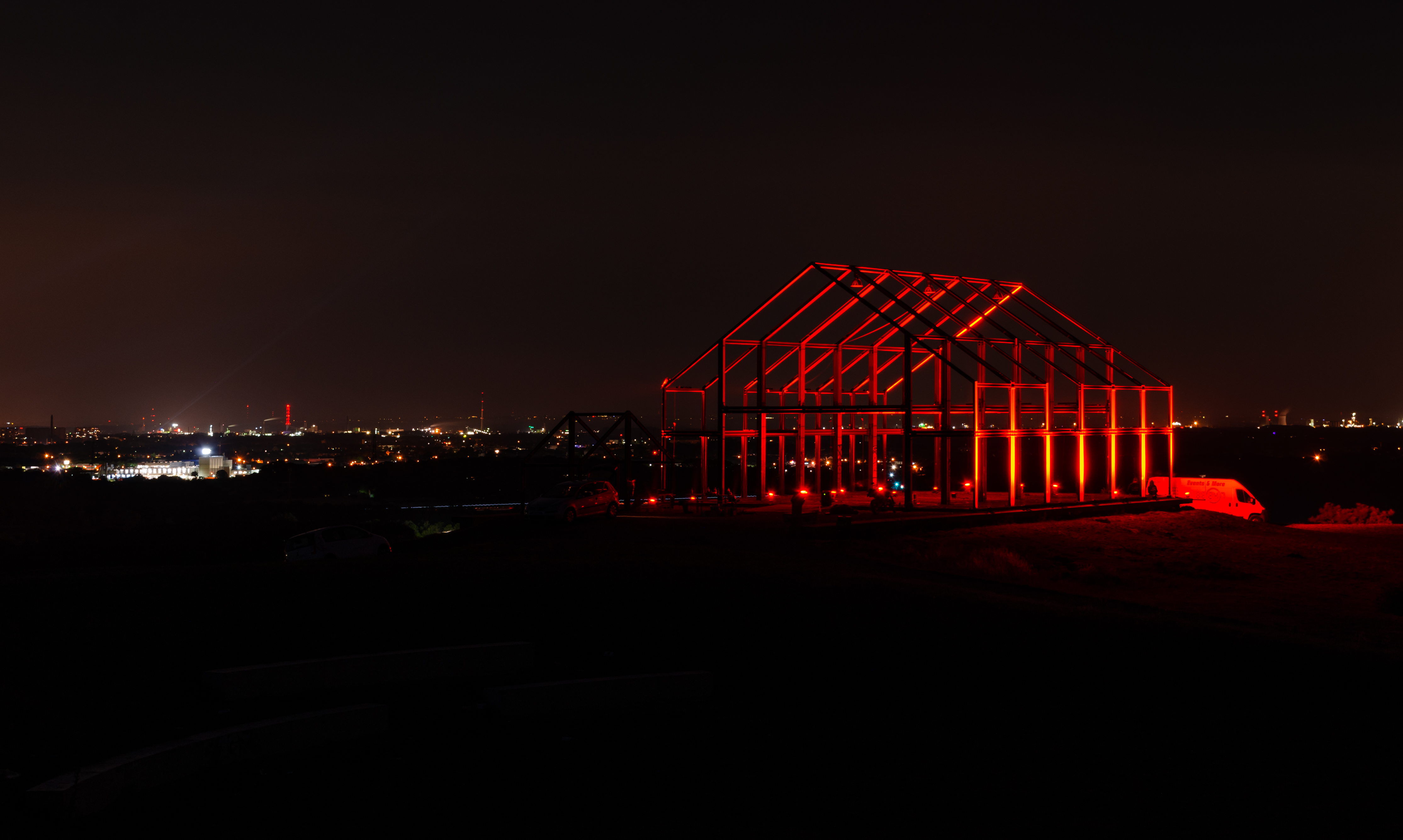
Die Halde Norddeutschland bei der Night of Light 2020

Die Halde Norddeutschland, eine Bergehalde, ist ein markanter Veranstaltungsort in Neukirchen-Vluyn. Der Hügel dient als Austragungsort für verschiedene kulturelle, musikalische und soziale Veranstaltungen. Bekannt geworden ist die Halde Norddeutschland insbesondere durch das jährlich stattfindende „Dong Open Air Festival“.

### Regelmäßige Veranstaltungen
In Neukirchen-Vluyn werden regelmäßig vielfältige Veranstaltungen, Events und Festivals angeboten, die unter anderem vom Stadtmarketing aus organisiert werden und das kulturelle Leben der Stadt bereichern. Dazu zählen:

#### Dong Open Air
Das „Dong Open Air“ ist ein alljährliches Metalfestival, das seit 2001 stattfindet.
Das Festival findet auf der Halde Norddeutschland in Neukirchen-Vluyn statt und bietet ein breites Spektrum von Bands aus den Genres Rock und Metal. Etablierte Bands sind ebenso vertreten wie aufstrebende Talente.

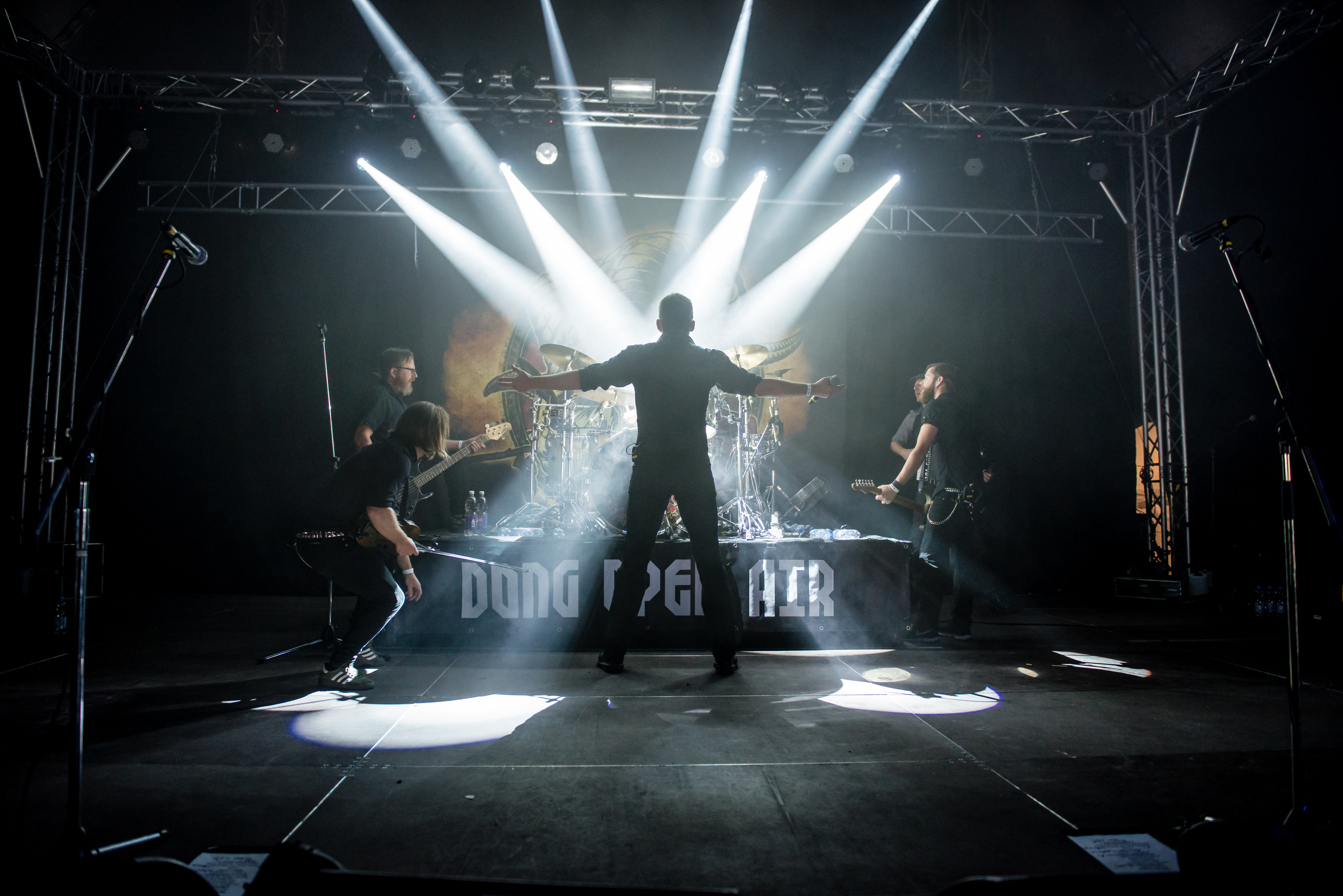
Fiddlers Green

Im Jahr 2023 traten bekannte Bands wie Saltatio Mortis, Epica, Amorphis, Eluveitie, Hypocrisy und Hämatom auf.

#### Christopher Street Day (CSD) in Neukirchen-Vluyn
Der Christopher Street Day (CSD) fand erstmals 2022 in Neukirchen-Vluyn statt. Etwa 300 Menschen nahmen an der Parade teil, um für queere Gerechtigkeit, Akzeptanz und gegen Diskriminierung einzutreten. Die Veranstalter setzten bewusst ein Zeichen für die queere Gemeinschaft im ländlichen Raum. Redner sprachen über die Herausforderungen der LSBTIQ-Gemeinschaft, darunter Ausgrenzung, Mobbing und Suizidrisiken. Der CSD wurde von Bürgermeister Ralf Köpke als Zeichen von Toleranz und Offenheit gewürdigt, jedoch wurde darauf hingewiesen, dass die Gesellschaft noch Fortschritte machen müsse.
Im August 2023 fand der CSD erneut statt, mit dem Ziel, Akzeptanz und Toleranz für queere Menschen zu fördern. Christian Pelikan von den Grünen betonte, dass der CSD weiterhin für Vielfalt und Akzeptanz einsteht. Die Veranstaltung wird als bunte, laute und lustige Parade über die Niederrheinallee gestaltet, begleitet von einer Bühnenshow mit Dragqueen Fiona Fabulous. Der CSD in Neukirchen-Vluyn wird nach dem CSD Moers als der zweitgrößte im Kreis angesehen und erhält Unterstützung von der Arbeiterwohlfahrt, der Sparkasse und der Volksbank.

#### Vluyner Mai
Der Vluyner Mai ist eine jährliche, traditionsreiche Wochenendveranstaltung im Stadtzentrum von Vluyn mit vielen Attraktionen für die Besucher.

Auch im Dorf Neukirchen wird am 30. April der Maibaum aufgestellt, gefolgt von einem „Tanz in den Mai“ in Zusammenarbeit mit dem Heimat- und Verkehrsverein Neukirchen.

#### Vluyner Klompenkirmes
Die Vluyner Klompenkirmes mit Klompenball ist eine jährlich stattfindende Straßenkirmes im Stadtzentrum von Neukirchen-Vluyn. Die Veranstaltung beginnt traditionell mit dem Fassanstich am Freitag nach Pfingsten und erstreckt sich über vier Tage.

#### Martinsmarkt in Vluyn
Der Vluyner Martinsmarkt ist eine jährliche Veranstaltung in Neukirchen-Vluyn. Der Markt bietet um den Martinstag herum

eine herbstliche, kulturelle Bereicherung und wird häufig von einem verkaufsoffenen Sonntag begleitet.

#### Weitere Feierlichkeiten
- Rosenmontagszug
- Erntedankfest im Dorf Neukirchen am dritten Wochenende im September
- „Missionshoffete im Dorf Neukirchen“
- Traditionelle Osterfeuer. An vielen Veranstaltungsorten wird um Ostern herum ein größeres Osterfeuer gezündet, so am Schloss Bloemersheim nach dem Osterwochenende oder am Osterwochenende am Averdunkshof.
- Der Brandschutztag, der am 1. Mai vom Löschzug Vluyn ausgerichtet wird, informiert die Bevölkerung über wichtige Brandschutzmaßnahmen.
- Der Löschzug Neukirchen veranstaltet an jedem zweiten Samstag im September einen „Tag der offenen Tür“, der Einblicke in die Arbeit der Feuerwehr bietet.
- Landmarkt an der Littard: Das erste Wochenende nach dem 1. November steht ganz im Zeichen des „Landmarkts an der Littard“. Auf den Höfen entlang des Littardwegs haben Besucher die Möglichkeit, regionale Produkte zu entdecken und zu genießen.
- regelmäßig finden an ausgewählten Donnerstagen im Sommer Feierabendmärkte mit Musik und kulinarischen Angeboten an mobilen Ständen statt.

### Museen
Neben dem ortsgeschichtlichen Museum in der Kulturhalle im Stadtteil Vluyn und dem Archiv im Rathaus gibt es in Vluyn das Uhrenmuseum Hubben, einen privaten Familienbetrieb. Es wurde 1896 zunächst als Uhrmachergeschäft im Nachbarort Rheurdt gegründet und wird von Familie Rebbelmund in vierter Generation geführt. Die von Uhrmachermeisterin Margarethe Rebbelmund betreute Ausstellung dokumentiert eine Vielzahl von historischen, modernen und ungewöhnlichen Uhren. Es werden auch eine Reihe der für einen damaligen Uhrmacher typischen Werktische und Instrumente vorgestellt. Besonderheiten unter den Exponaten sind eine große Turmuhr aus Sevilla aus dem Jahr 1868 sowie eine Uhr mit Eisenplatinen aus dem Jahr 1715.
Siehe auch: Liste der Museen im Kreis Wesel

### Freizeit- und Sportanlagen
- Schwimmbad
- Golfplatz
- Tennisanlage am Plankendicksweg
- Tennisanlage am Klingerhuf
- Fußballhalle
- Skateranlage
- Inline-Skate-Rundkurs (10 km)
- Halde Norddeutschland
- Jugendzentrum Klingerhuf
- Naturschutzzentrum Neukirchen-Vluyn
- Sport- und Freizeitpark Klingerhuf

### Bauwerke

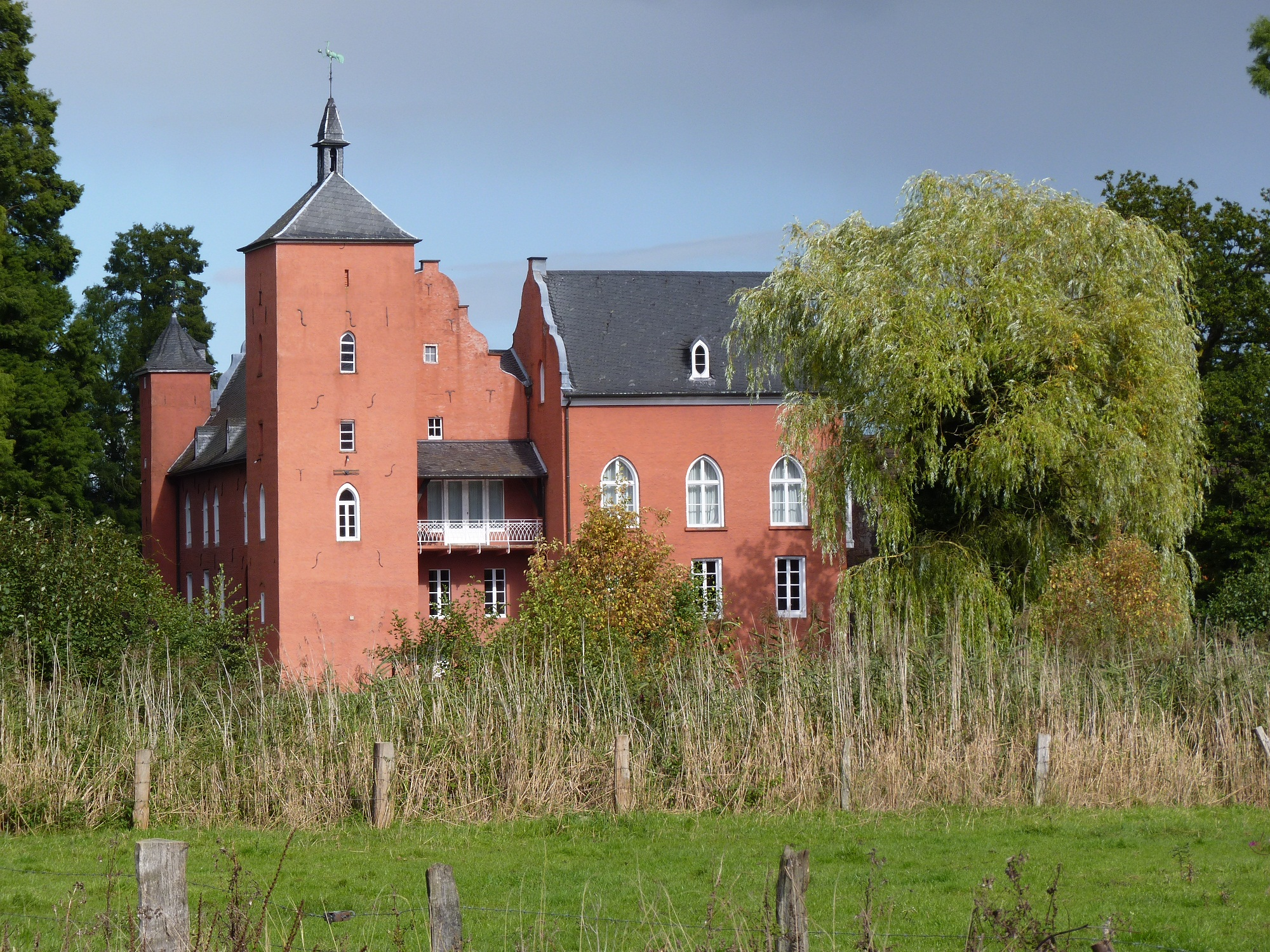
Schloss Bloemersheim

- Schloss Bloemersheim (16. Jahrhundert)
- Windmühle Dong (19. Jahrhundert)
- Dorfkirche Neukirchen (13. Jahrhundert)
- Dorfkirche Vluyn (16. Jahrhundert)
- Katholische St.-Antonius-Kirche Vluyn (1997)
- Katholische St.-Quirinus-Kirche Neukirchen (1956–1958)

## Öffentliche Einrichtungen

### Bildung
In Neukirchen-Vluyn gibt es vier Grundschulen mit fünf Standorten. Alle Grundschulen halten ein offenes Ganztagsangebot vor und die Friedensreich-Hundertwasser-Grundschule führt zudem eine Montessori-Gruppe.
An weiterführenden Schulen wurden das Julius-Stursberg-Gymnasium, die Theodor-Heuss-Realschule, die Haarbeck-Hauptschule im Schulzentrum und die Städtische Gesamtschule angesiedelt. Die Theodor-Heuss-Realschule und die Haarbeck-Hauptschule sind seit 2020 geschlossen.
Des Weiteren gibt es ein Berufskolleg, eine Musikschule, eine Kunstschule, eine Volkshochschule und zwei Förderschulen.
Im Stadtgebiet gibt es 14 Kindertagesstätten. Drei davon sind städtische Einrichtungen, drei von der Arbeiterwohlfahrt, drei vom Deutschen Roten Kreuz, zwei unter evangelischer, zwei unter katholischer Trägerschaft und eine vom Christlichen Jugenddorfwerk Deutschlands. Für familienweite Zusammenkünfte befinden sich unter den Kindertagesstätten zwei Familienzentren, außerdem existiert eine Familienbildungsstätte im Stadtgebiet.
Die Stadtbücherei ist in den Ortsteilen Neukirchen und Vluyn vertreten.
Neukirchen-Vluyn verfügt über kein Krankenhaus. Die nächstgelegenen Krankenhäuser befinden sich in Moers und Duisburg.

## Infrastruktur und Wirtschaft

### Verkehr

#### Schienen- und Busverkehr
Der Städteschnellbus SB 10 verbindet Neukirchen-Vluyn auf direktem Weg mit Duisburg. Weitere Linien führen nach Rheurdt sowie über Moers bis Duisburg-Homberg und Rheinhausen. Die Linie 929 verkehrt montags bis freitags dreimal täglich, samstags zweimal, in die Niederlande nach Venlo. Betrieben werden die Linien von der NIAG. Die Linie 6 verbindet die Ortsteile Luit, Niep und Süsselheide mit Vluyn. Die Linie ist ein Taxibus mit Ausnahme einzelner Schülerfahrten, welcher von/bis Moers-Kapellen verkehrt. Mit der RVN-Linie 076 erreicht man Kamp-Lintfort und Krefeld.
Für den gesamten öffentlichen Personennahverkehr gilt der Tarif des Verkehrsverbundes Rhein-Ruhr und tarifraumüberschreitend der NRW-Tarif.

##### Linienverzeichnis (Stand: Juni 2011)
| Linie      | Linienweg | Takt Mo–Fr (HVZ) | Takt Sa (HVZ) | Takt So (HVZ) | Betreiber       |      |
| ---------- | --- | ---------------- | ------------- | ------------- | --------------- | ---- |
| 6(Taxibus) | (Tersteegenschule – Neukirchen Schulzentrum) – Vluyner Platz – Vluyner Südring – Süsselheide – Niep – Luit (- Moers-Kapellen) | 120              | 120           | 120           | NIAG            |      |
| 7          | Moers – Neukirchen Sparkasse – Rathaus – Vluyner Südring – Rheurdt – Kamp-Lintfort | 60/120           | 60/120        | –             | NIAG            |      |
| SB 10      | Duisburg Hbf Osteingang1 – Duisburg Hbf – Friedrich-Wilhelm-Platz – Neukirchen-Vluyn2 – Kamp-Lintfort Neues Rathaus Ab 17 Uhr (Abfahrt Duisburg) fährt verkehrt die Linie nur noch zwischen 1 & 2.                                      | 60 min           | 60            | 60            | –               | NIAG |
| 076        | Krefeld Hbf – KR-Inrath – KR-Hüls – Kempen-Tönisberg – Rheurdt-Neufeld – Vluyner Südring – Hochkamer – Rayen – Kamp-Lintfort | 120              | 120           | 2 Fahrten     | DB Rheinlandbus |      |
| 912        | Neukirchen-Vluyn Vluyner Südring – Moers-Hülsdonk – Moers Königlicher Hof – Moers Bf – Scherpenberg – DU-Hochheide Markt – Asterlagen – Rheinhausen Markt \|\| 30 \|\| 30/60 \|\| 60 \|\| NIAG                                          |                  |               |               |                 |      |
| 929        | (Venlo Station – … –) Moers Königlicher Hof – Moers Bf – DU-Hochheide Markt – Ruhrort Friedrichsplatz – Kaßlerfeld – Friedrich-Wilhelm-Platz – Innenstadt – Duisburg Hbf – Duisburg Hbf Osteingang \|\| 30 \|\| 30/60 \|\| 60 \|\| NIAG |                  |               |               |                 |      |

Neukirchen-Vluyn verfügt zudem über einen Schienenanschluss, der von der NIAG betrieben wird. Die Strecke Moers – Neukirchen – Dickscheheide – Vluyn – Schaephuysen – Rheurdt – Oermter Berg – Hoerstgen-Sevelen wird seit der Schließung des Steinkohlebergwerkes Niederberg in Neukirchen-Vluyn nicht mehr regelmäßig befahren.
Jedoch wurde der Abschnitt zwischen Moers Kreisbahnhof und Vluyn 2008 offiziell für Güterverkehre reaktiviert. 2007 gab es sporadisch Schienenbuspendelfahrten auf der Strecke von Moers bis zum Haltepunkt Neukirchen-Rathaus, welche im Jahr 2008 erstmals seit 2001 wieder den Bahnhof Vluyn erreichten. Zudem gibt es eine Initiative, welche die Bedienung der Bahnstrecke von Vluyn nach Moers im regelmäßigen SPNV durchsetzen möchte. Allerdings fehlt dem Initiatorenkreis der Investor. Die Bahnstrecke ist begehbar, jedoch durch stark bewachsene Abschnitte hinter Vluyn zurzeit nicht mehr befahrbar. Jährlich wird ein Zurückschnitt der Vegetation bis Vluyn durchgeführt.

### Straßen
Neukirchen-Vluyn ist durch die Bundesautobahnen 40 (auch E 34, von Venlo (NL) nach Dortmund) und 57 (auch E 31, von Nimwegen (NL) nach Köln) an das Autobahnnetz angebunden. Durch Neukirchen und Vluyn verläuft die Landstraße 140, die ehemalige Bundesstraße 60.

### Wirtschaft
Die Wirtschaft der ehemaligen Zechenstadt ist geprägt durch Handwerk, Groß- und Einzelhandel, Klimatechnik, Hotel- und Gastronomie, Dienstleistungen, Kommunalmaschinenbau, Verfahrenstechnik, Textil- und Druckindustrie, Computer-Hard- und Software.
Die Trox Group hat ihren Hauptsitz in der Stadt und ist zweitgrößter Arbeitgeber. Die Trox Group ist ein Technologieführer in der Herstellung, Entwicklung und Vermarktung von Systemen und Komponenten zur Raumbelüftung und -klimatisierung. Die Gruppe erzielte nach eigenen Angaben im Jahr 2020 einen Umsatz von rund 530 Mio. Euro und beschäftigt weltweit circa 4400 Mitarbeiter. Größter Arbeitgeber in Neukirchen-Vluyn ist der Erziehungsverein, zu dem der Neukirchener Verlag gehört (Stand: Dezember 2019).
Mit der Erschließung des ehemaligen Betriebsgeländes des Bergwerks Niederberg wird ein neues Gewerbegebiet geschaffen. Hier sollen sich neue Gewerbetreibende ansiedeln. Und des Weiteren werden auf dem Gelände Flächen für den Einzelhandel, die Gastronomie sowie für Freizeit- und Kultureinrichtungen geschaffen.

### Medien
In den regionalen Tageszeitungen der Rheinischen Post, der NRZ und der WAZ existieren Lokalbeilagen für die Bereiche Moers, Kamp-Lintfort und Neukirchen-Vluyn. Als wöchentliches Anzeigenblatt erscheint der Extra-Tipp am Sonntag aus der Mediengruppe Rheinische Post. Das samstags erscheinende Wochenmagazin, das wie NRZ und WAZ zur Funke Mediengruppe gehört, wurde in Neukirchen-Vluyn mit der Ausgabe vom 30. Dezember 2022 eingestellt. Außerdem gibt es in der Stadt eine von sechs Radiowerkstätten des Lokalradios Radio K.W. In diesen Studios wird der größte Teil der Sendungen des Bürgerfunks produziert. Monatlich erscheint als lokaler Terminkalender NV-Aktuell, herausgegeben vom Werbering Neukirchen-Vluyn e. V.

## Persönlichkeiten
Zu bekannten gebürtigen und mit der Stadt Neukirchen-Vluyn verbundenen Persönlichkeiten gehören Personen aus dem Sport, wie beispielsweise Fußballtrainer Klaus Quinkert oder der deutsche Tischtennis-Meister Peter Engel, und Personen aus Medien und Wirtschaft, wie Michael Hirz, Programmgeschäftsführer des Fernsehsenders Phoenix, aber auch Personen aus Kunst und Kultur, sowie Militär, Religion, Wissenschaft und Politik.
Eine vollständige Liste, inklusive Bürgermeister und Ehrenbürger, findet sich im Hauptartikel.